# Церковь иконы Божией Матери «Всех скорбящих Радость» (Благовещенск)
Церковь иконы Божией Матери «Всех скорбящих Радость» — православный храм в городе Благовещенске Амурской области. Единственный православный храм в городе, который не был разрушен после Октябрьской революции.

## Описание
Пятиглавая церковь в честь иконы «Всех скорбящих Радость» была заложена в 1904 году, освящена 24 октября 1907 года. Это была домовая церковь при епархиальном женском училище. Храм в честь иконы «Всех скорбящих Радость» имел отдельный вход с крыльцом, которое в точности повторяло крыльцо училища, и небольшую колокольню. Храм строился на средства известных меценатов золотодобытчика Василия Андреевича Левашова и его супруги Ольги Мартыновны. Церкви Ольгой были подарены также иконы и богослужебные предметы. В этой же церкви Ольга Левашова была похоронена в склепе под полом. Склеп был разорён матросами во время Гамовского мятежа в 1918 году. После революции в здании епархиального женского училища располагалась морская база, затем отдел народного образования и педагогические курсы (бывшая Учительская семинария). Ныне (2018) это основной корпус Амурского педагогического колледжа, а в помещении домовой церкви находился его актовый зал.
В 2011 году храм был возвращён верующим и с декабря стал действующим православным храмом. С июня 2012 по ноябрь 2013 года в храме, параллельно с богослужением, производились ремонтно-реставрационные работы. В ходе реставрации был возрождён первоначальный облик церкви. Была также восстановлена колокольня. В месте упокоения Ольги Левашовой была установлена надгробная плита с её именем. 4 ноября 2013 года епископ Благовещенский и Тындинский Лукиан совершил освящение возрождённой церкви.
В 1988 году присвоен статус памятника архитектуры регионального значения.